# Centre fédéral d'éducation technologique Celso Suckow da Fonseca

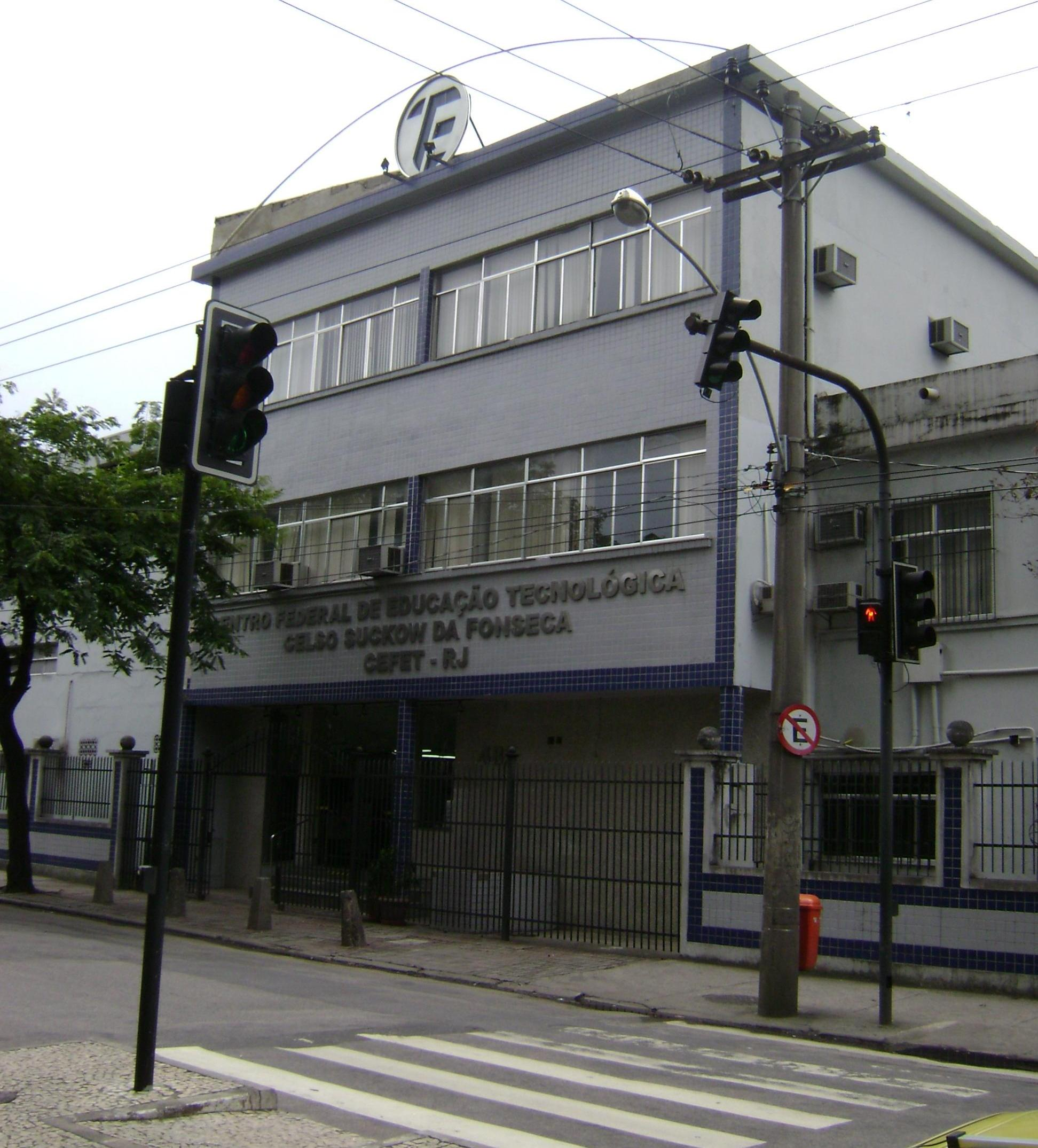
Campus I du CEFET-RJ en Rio de Janeiro.

Le Centro Federal de Educação Tecnológica Celso Suckow da Fonseca (en français : Centre Fédéral d'Éducation Technologique Celso Suckow da Fonseca) est une université publique répartie sur des campus dans 7 villes de l'État de Rio de Janeiro au Brésil,.